# 아카데미 여우주연상
아카데미 여우주연상(영어: Academy Award for Best Actress)은 아카데미상의 부문 중 하나로, 그 해 미국에서 공개된 영화에서 가장 뛰어난 여자 배우에게 수여된다.
1929년에 개최된 제1회 아카데미상 시상식에서는 《제7의 천국》, 《거리의 천사》, 《선라이즈》에 출연한 재닛 게이너가 수상하였다.
가장 많이 수상한 배우는 캐서린 헵번 (4회)이며, 가장 많이 후보에 오른 배우는 메릴 스트립 (21회, 3회 수상)이다.

## 수상자와 후보

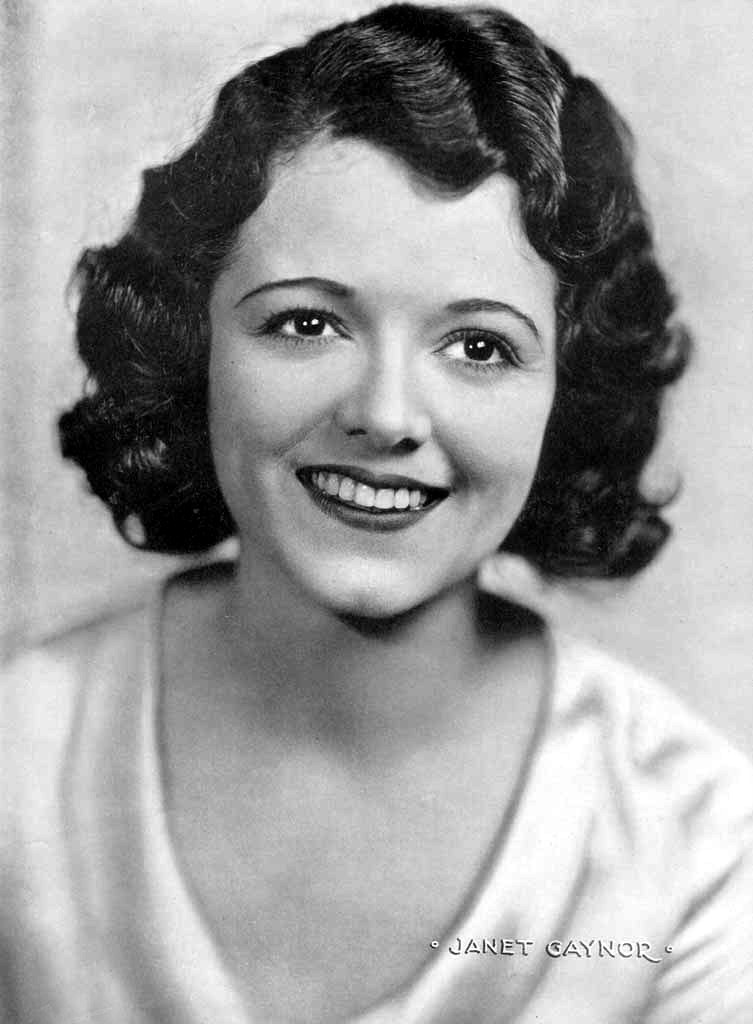
《제7의 천국》 (1927), 《거리의 천사》 (1928), 《선라이즈》 (1928)로 수상한 재닛 게이너는 이 상의 첫 수상자이다.

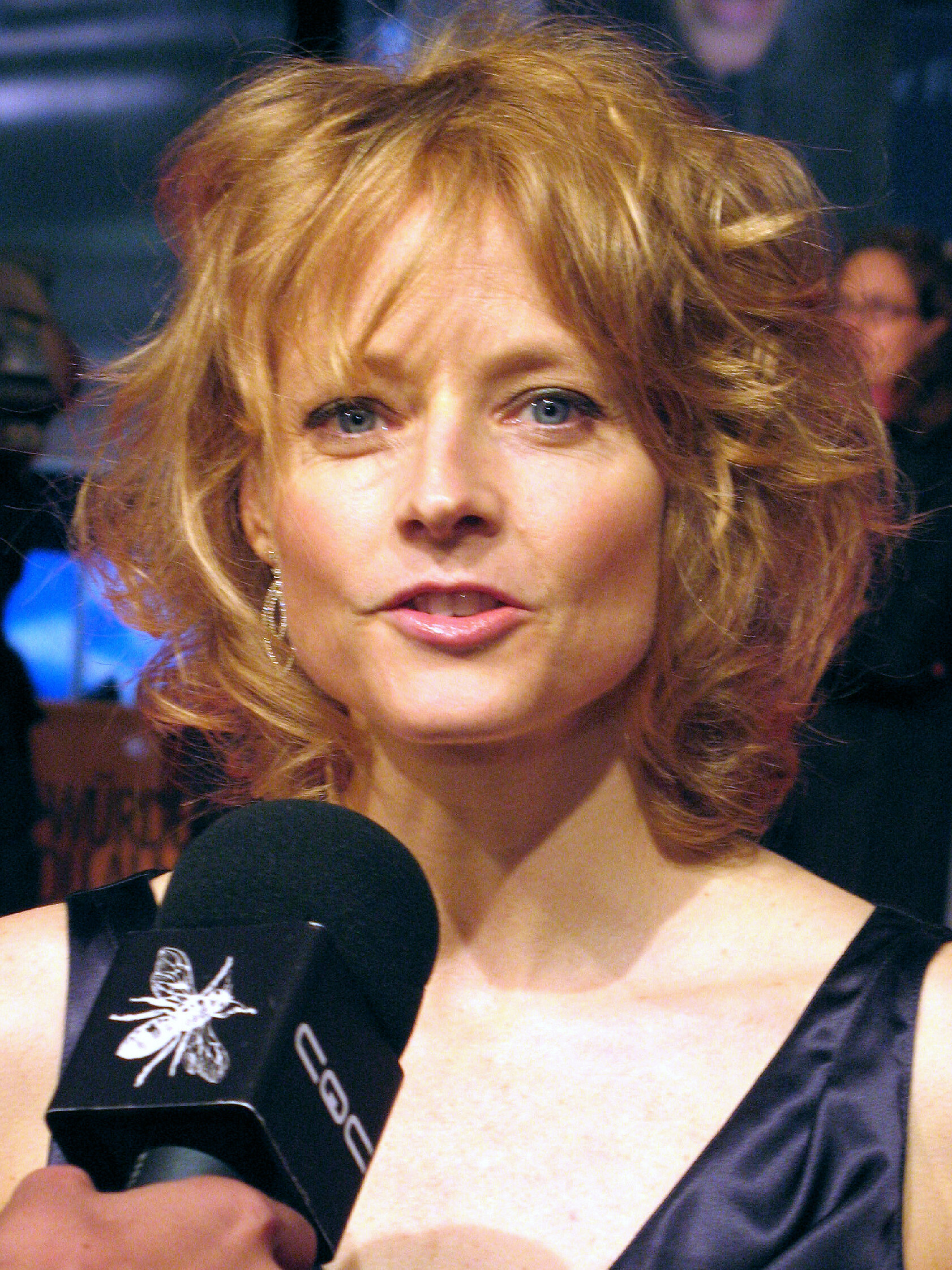
조디 포스터는 1988년 《피고인》와 1991년 《양들의 침묵》으로 2회 수상하였다.

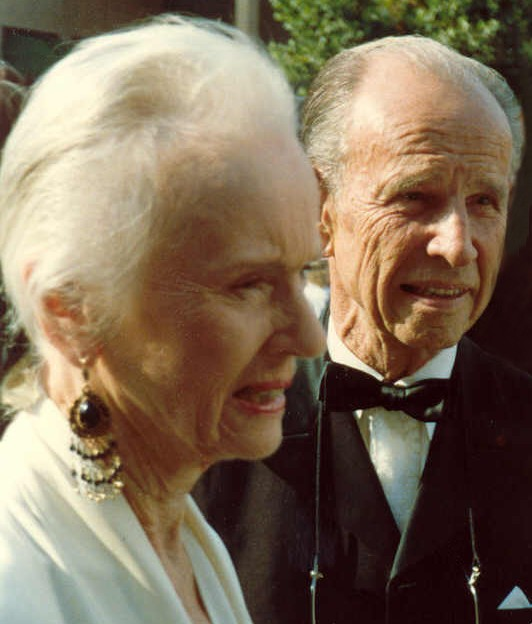
1989년 《드라이빙 미스 데이지》로 수상한 제시카 탠디 (왼쪽; 당시 80세)는 아카데미 여우주연상의 최연장 수상자이다.

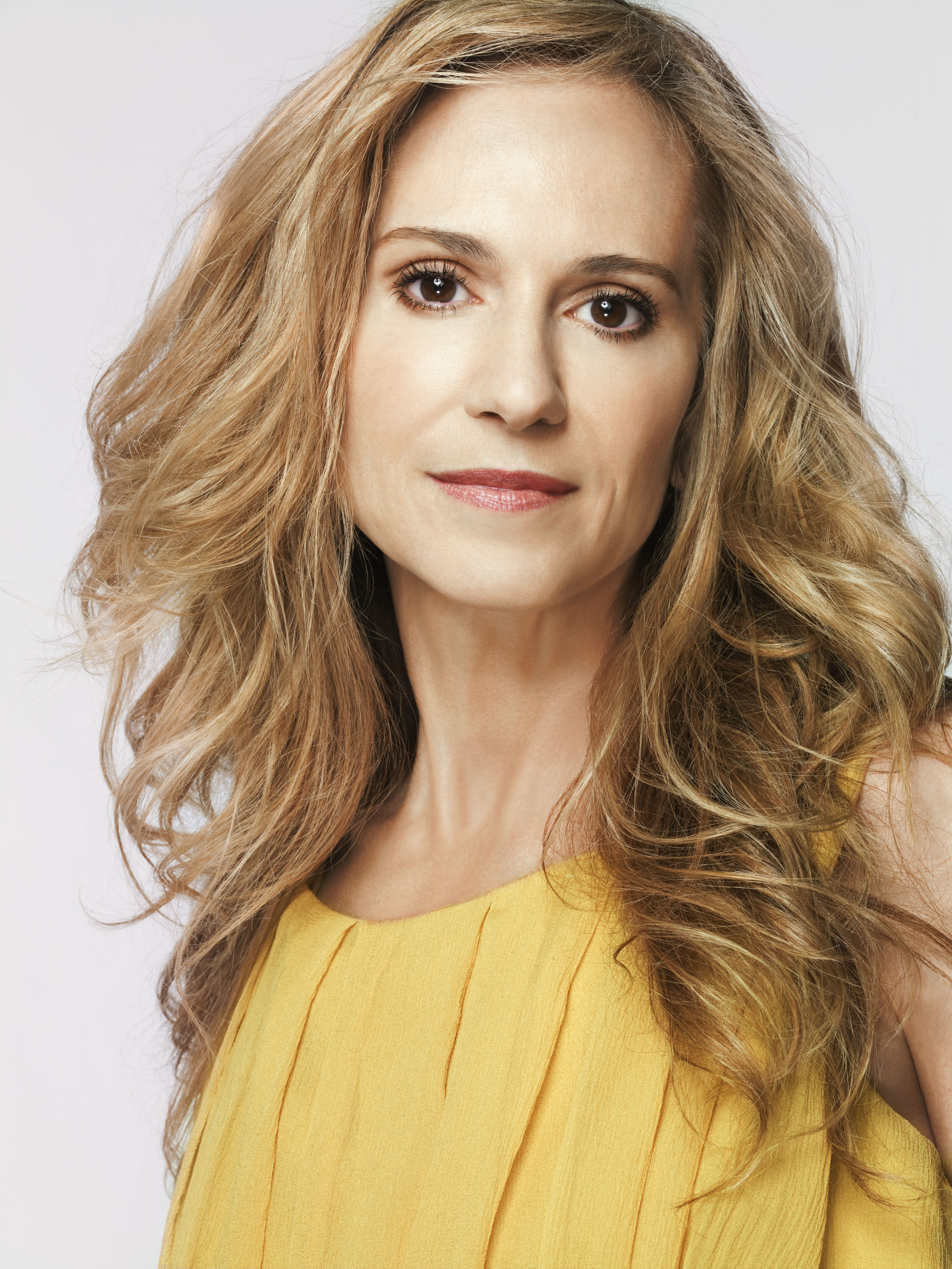
《피아노》 (1993)로 수상한 홀리 헌터.

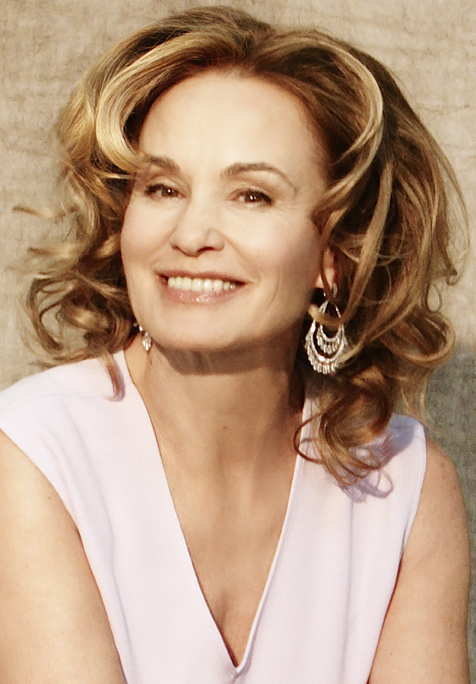
5번 후보에 올라 《블루 스카이》 (1994)로 수상한 제시카 랭.

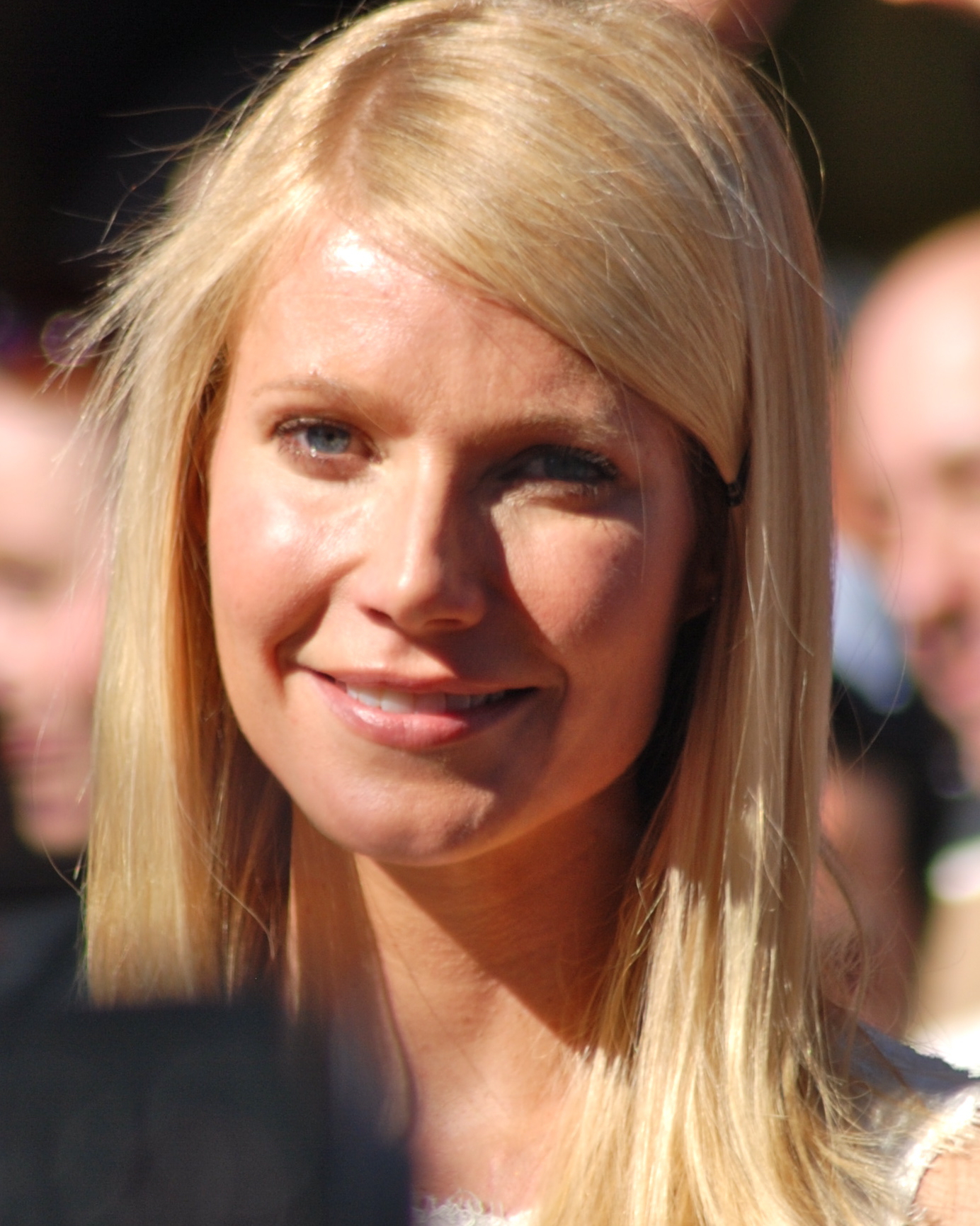
《셰익스피어 인 러브》 (1998)로 수상한 귀네스 팰트로.

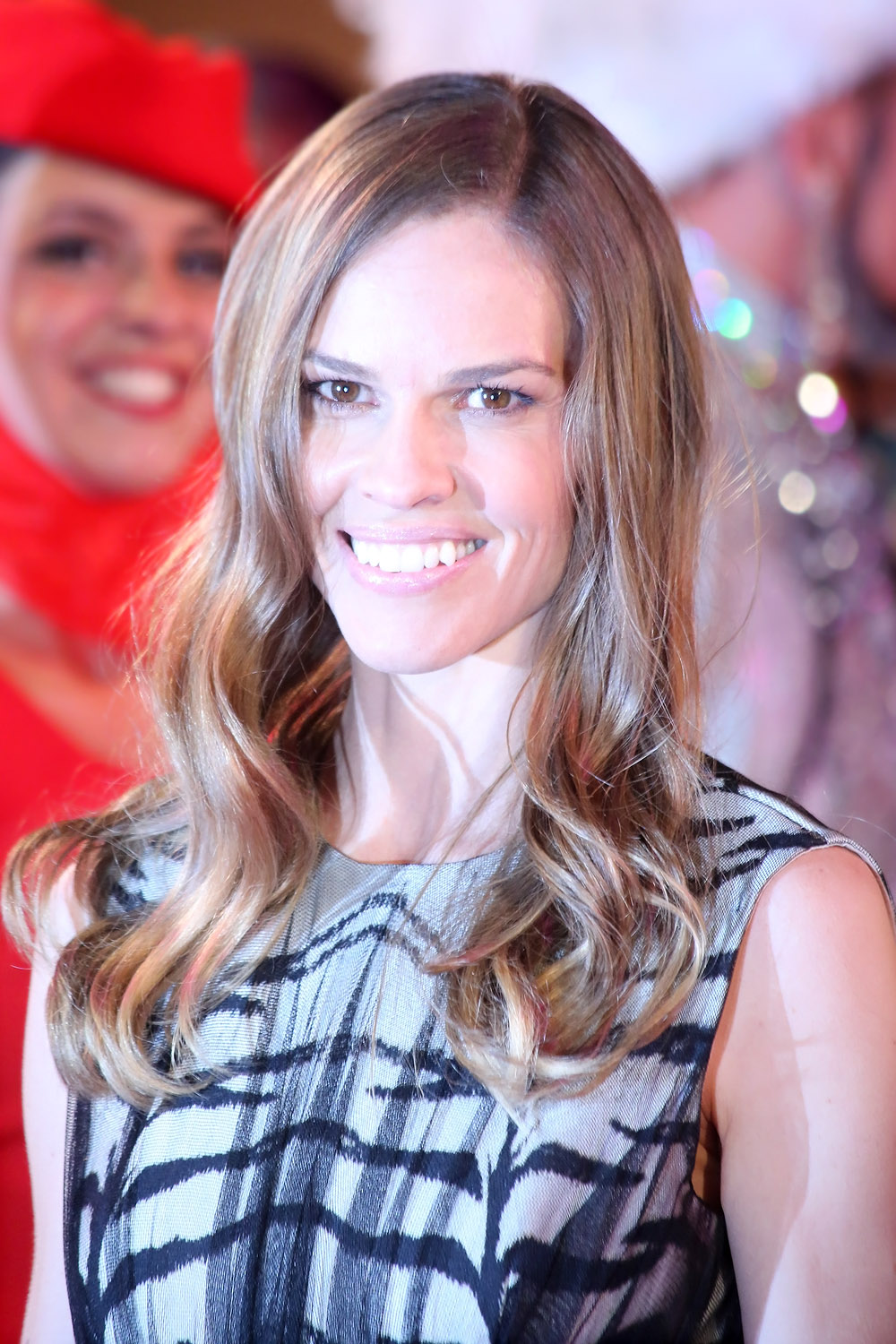
힐러리 스왱크는 《소년은 울지 않는다》 (1999)와 《밀리언 달러 베이비》 (2004)로 2회 수상하였다.

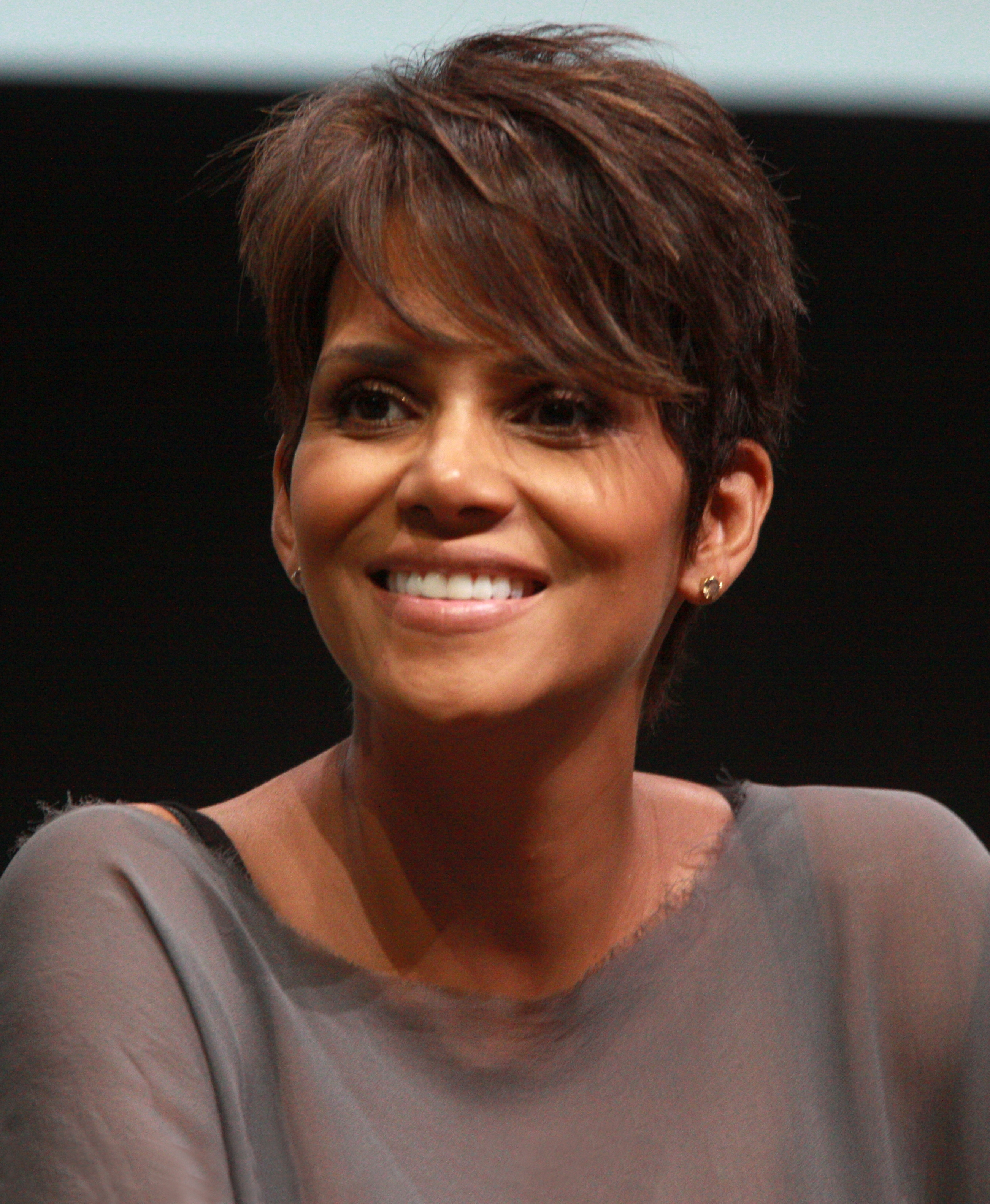
2002년 《몬스터 볼》 (2001)로 수상한 할리 베리. 여우주연상을 받은 첫 흑인 배우이다.

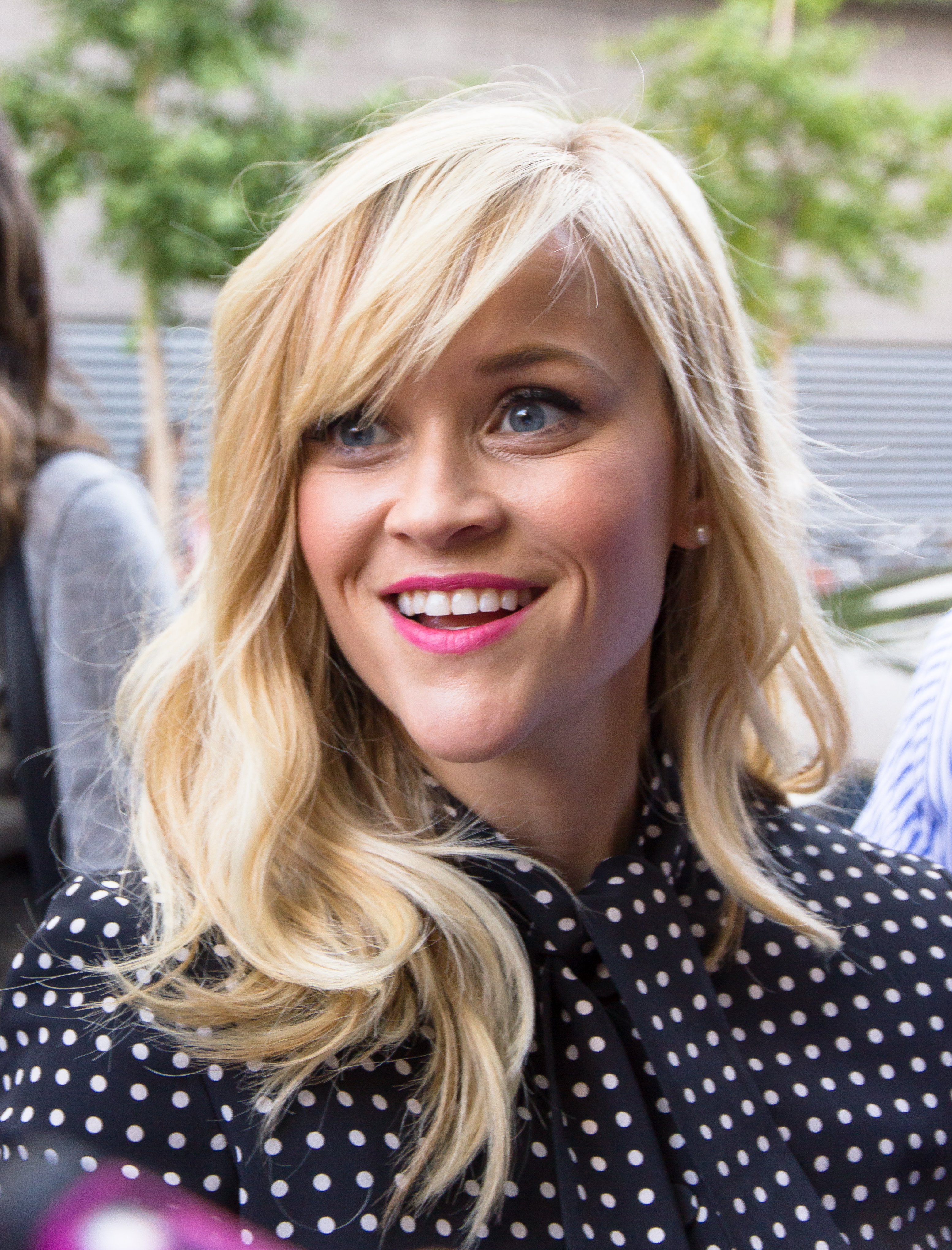
2006년 《앙코르》 (2005)로 수상한 리스 위더스푼.

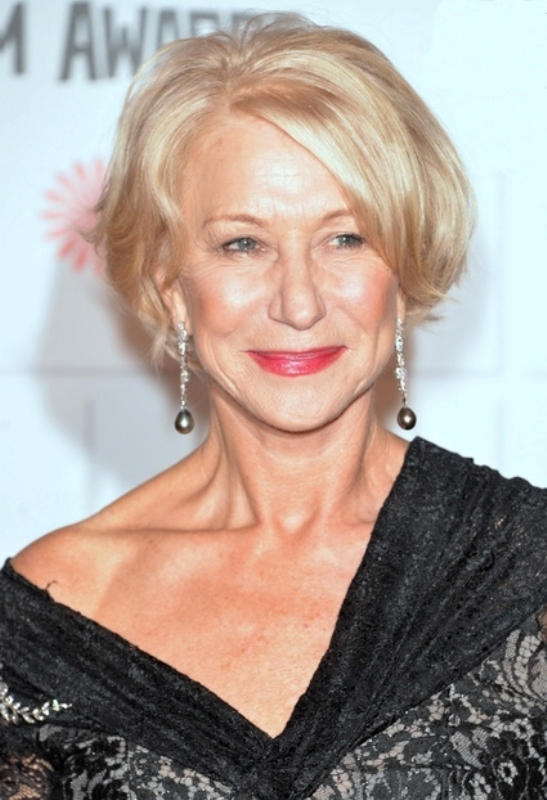
2007년 《더 퀸》 (2006)으로 수상한 헬렌 미렌.

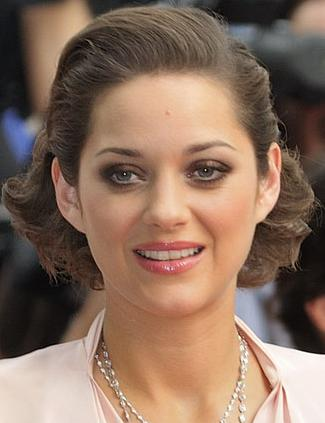
2008년 《라비앙 로즈》 (2007)로 수상한 마리옹 코티야르. 프랑스어 영화로 수상한 첫 배우이다.

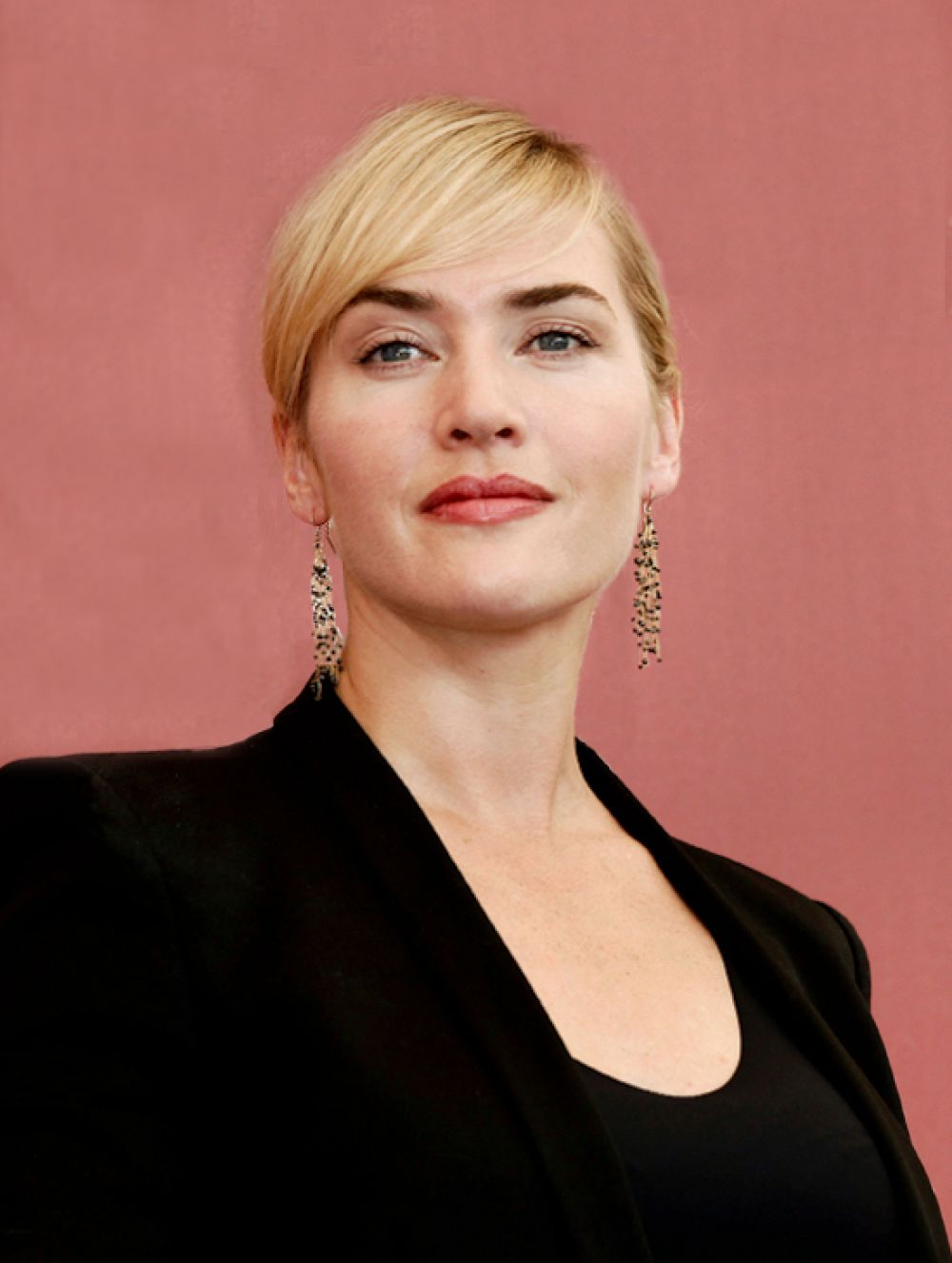
2009년 《더 리더: 책 읽어주는 남자》 (2008)로 수상한 케이트 윈슬렛.

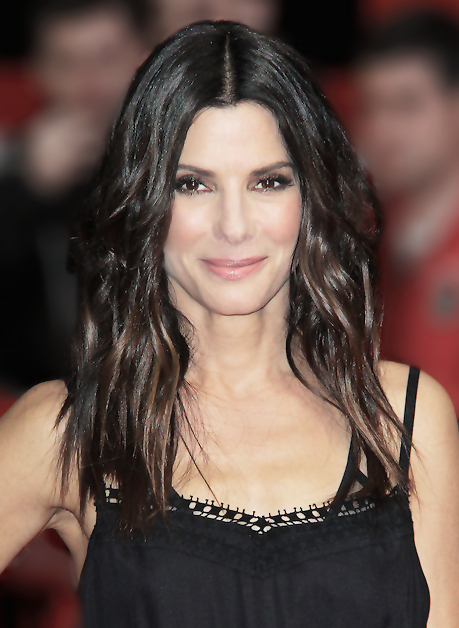
2010년 《블라인드 사이드》 (2009)로 수상한 산드라 블록.

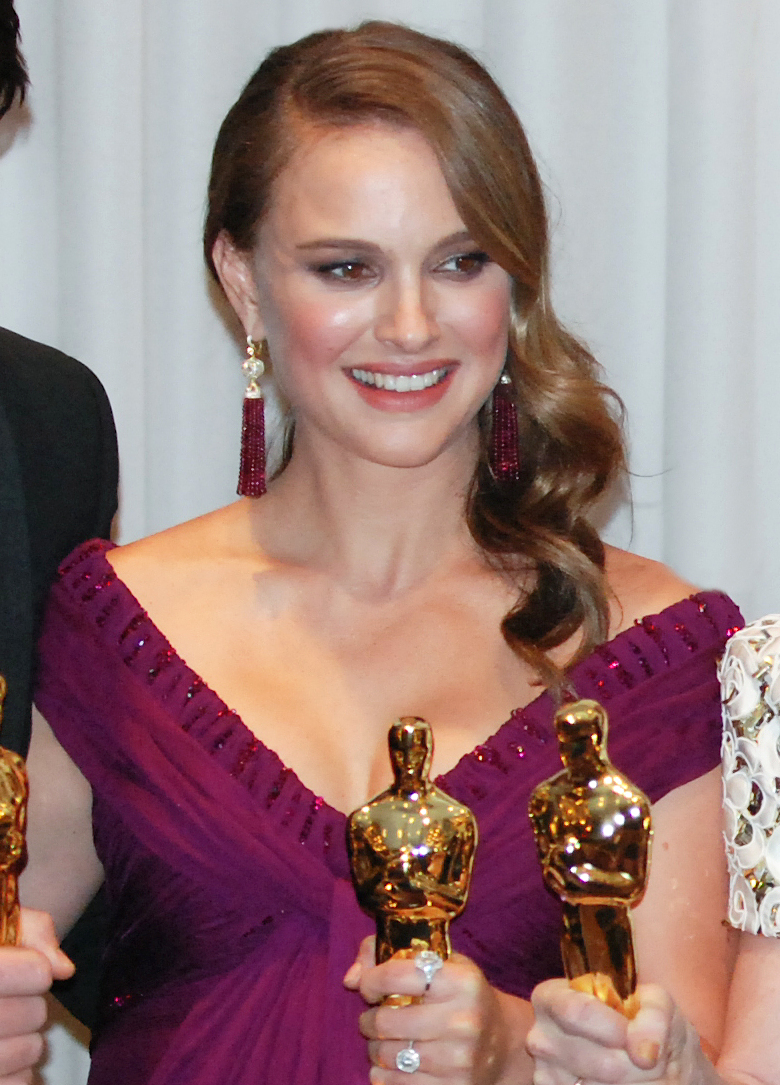
2011년 《블랙 스완》 (2010)으로 수상한 나탈리 포트만.

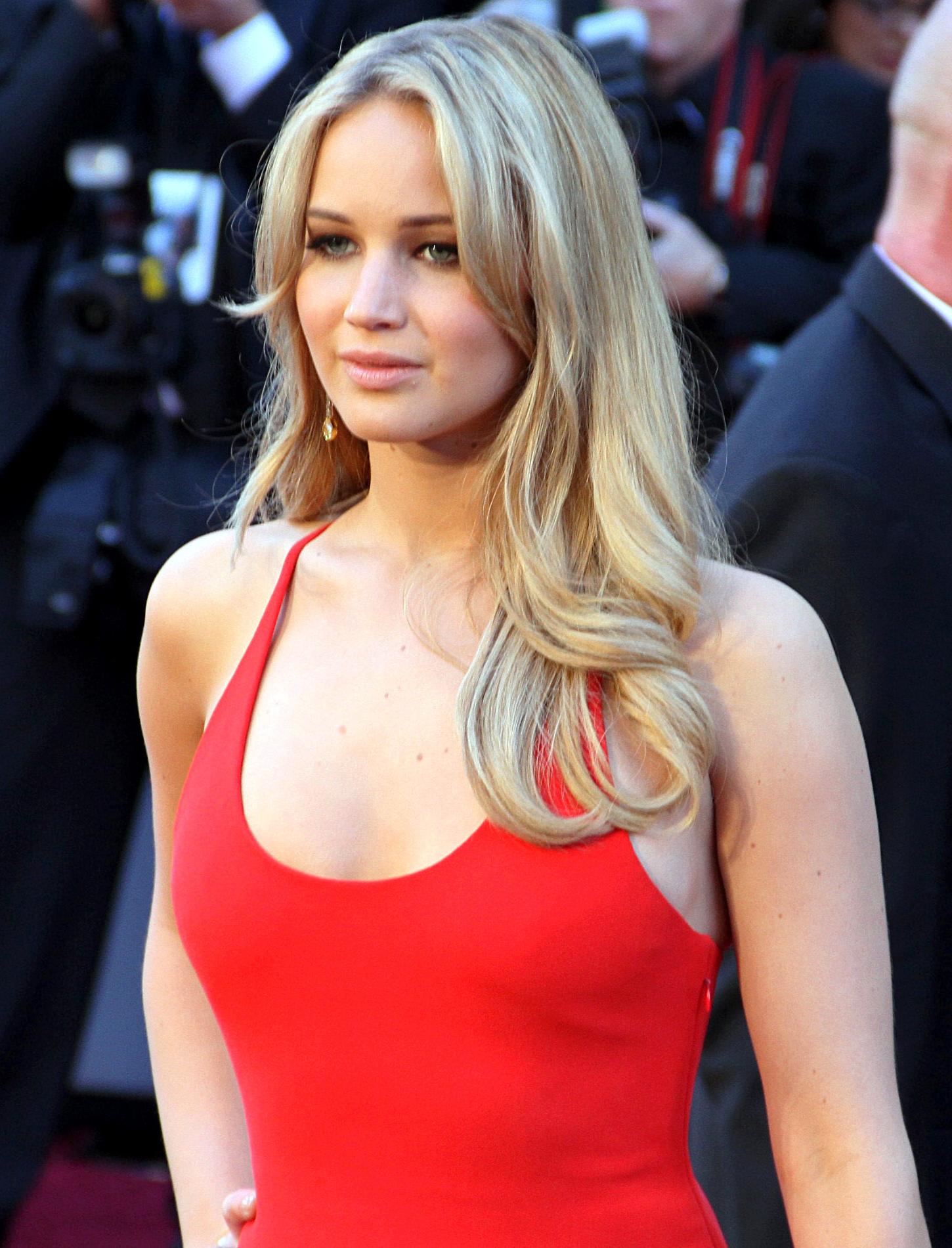
2013년 《실버라이닝 플레이북》 (2012)으로 수상한 제니퍼 로렌스.

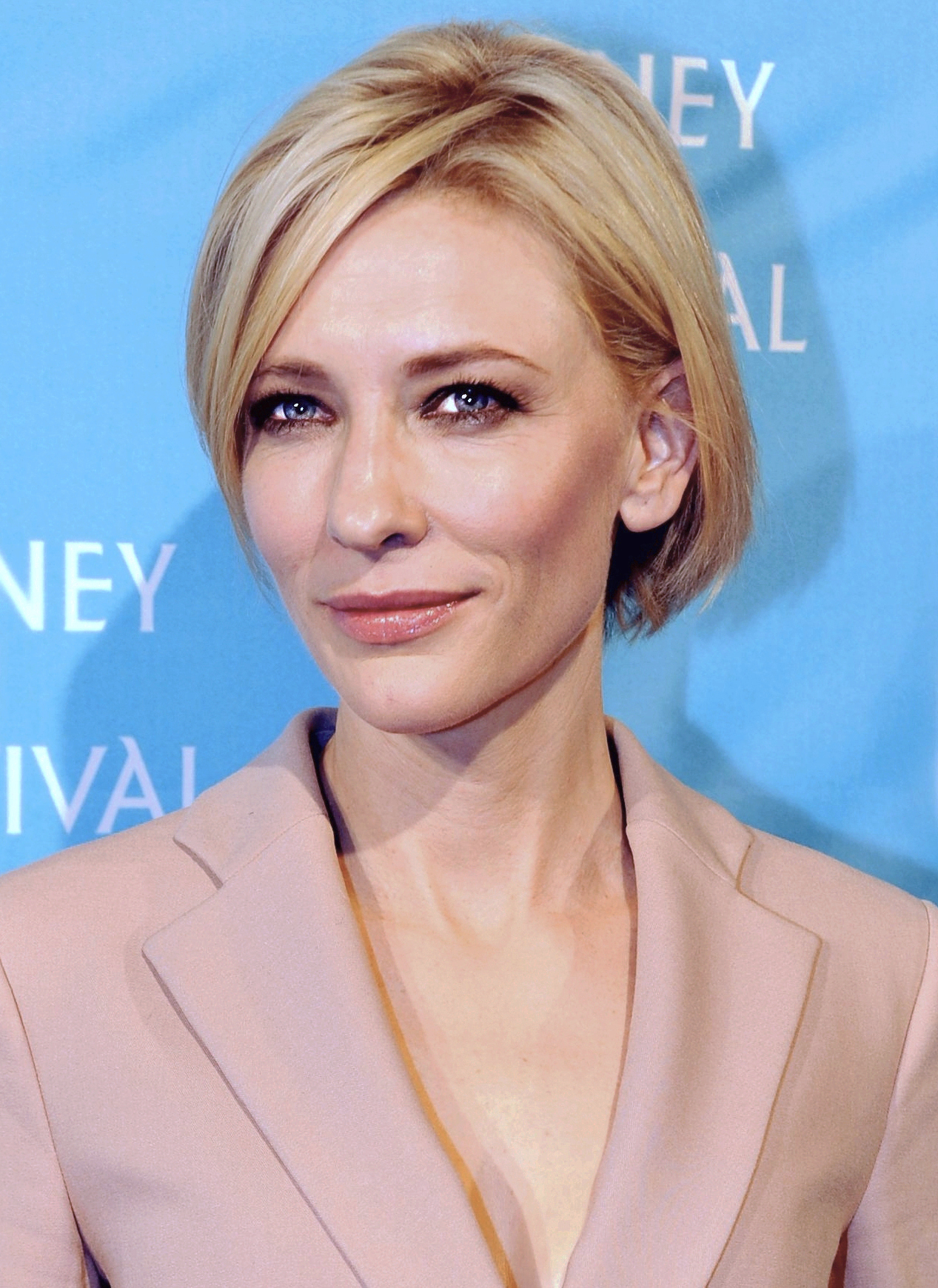
2014년 《블루 재스민》 (2013)으로 수상한 케이트 블란쳇.

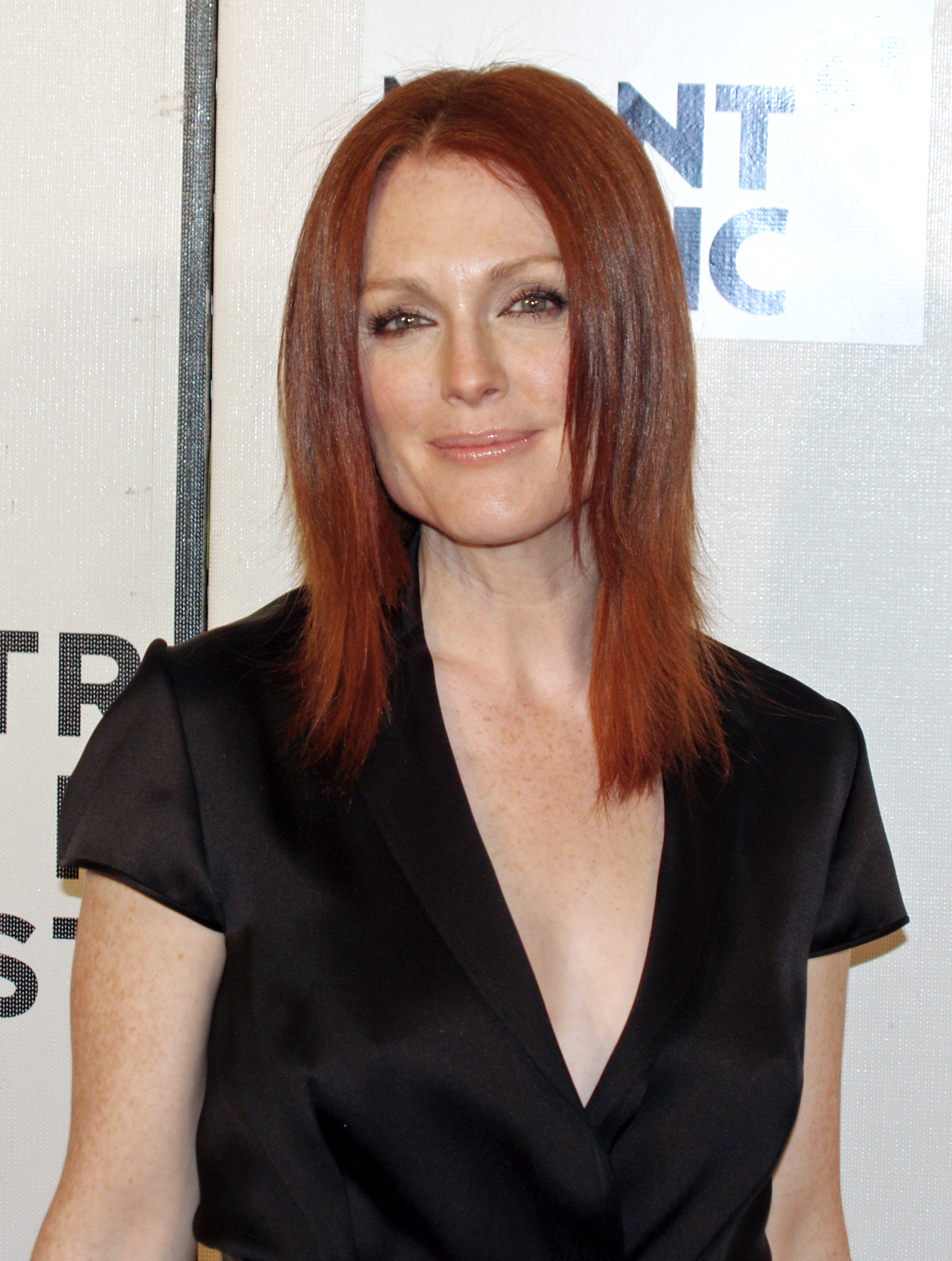
2015년 《스틸 앨리스》 (2014)로 수상한 줄리앤 무어.

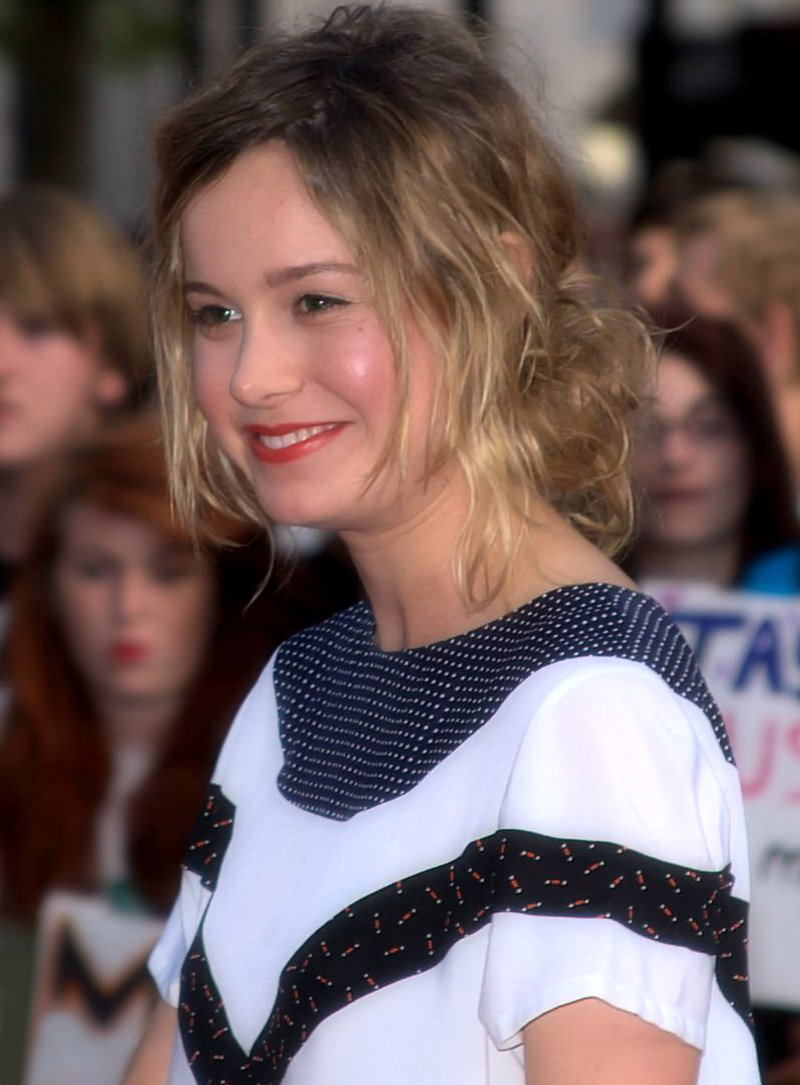
2016년 《룸》 (2015)으로 수상한 브리 라슨.

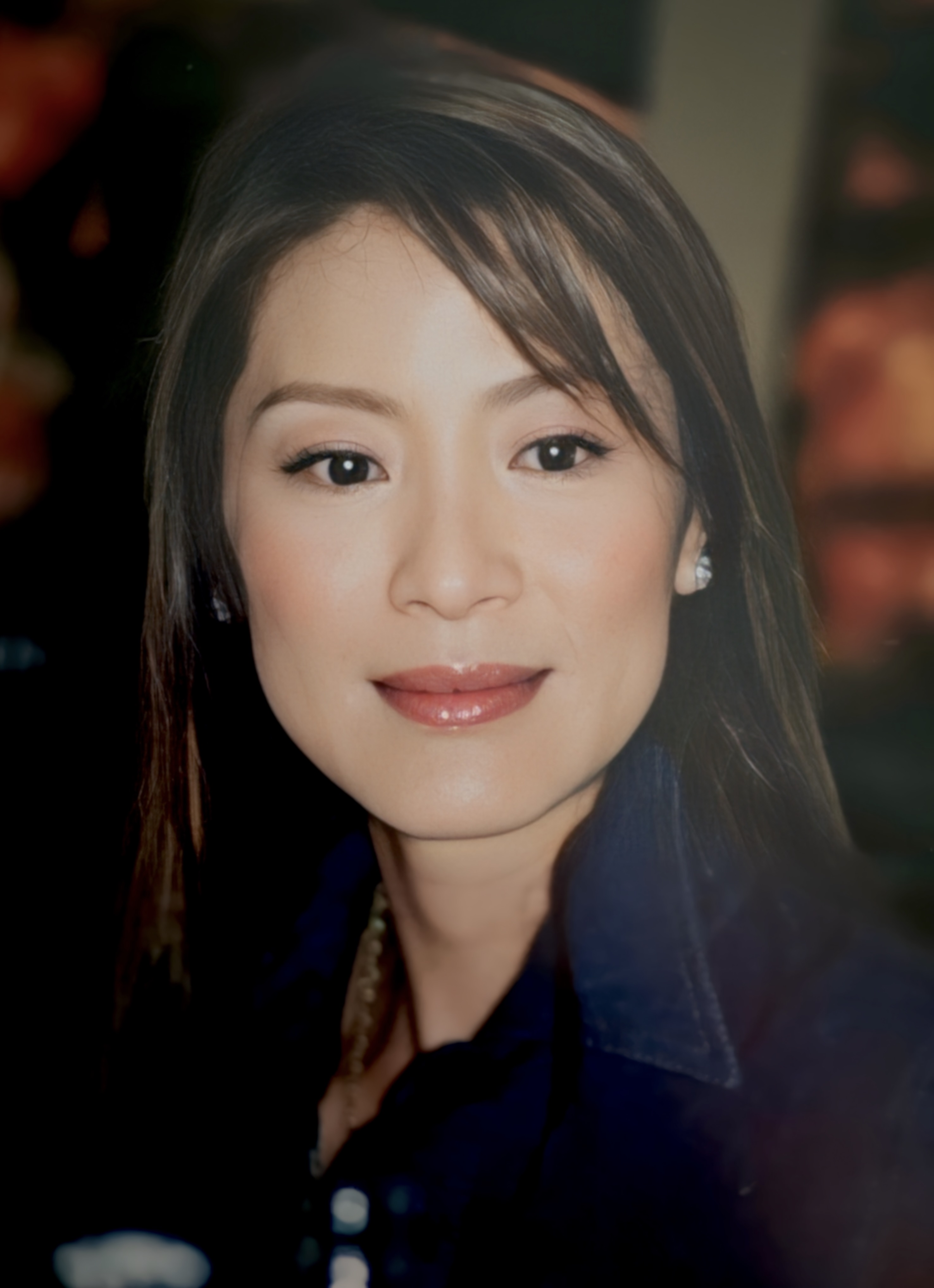
2023년 《에브리씽 에브리웨어 올 앳 원스》 (2022)로 아시아인 최초의 아카데미상 여우주연상 수상자로 선정된 양자경.

### 1920년대
| 연도            | 배우                                        | 작품               | 배역  | 참고 |
| --------------- | ------------------------------------------- | ------------------ | ----- | ---- |
| 1927/28년 제1회 |                                             |                    |       |      |
| 재닛 게이너     | 《제7의 천국》 《거리의 천사》 《선라이즈》 | 다이앤 안젤라 아내 | [ 1 ] |      |
| 루이즈 드레서   | 《쉽 컴스 인》                              |                    | [ 1 ] |      |
| 글로리아 스완슨 | 《새디 톰슨》                               |                    | [ 1 ] |      |
| 1928/29년 제2회 |                                             |                    |       |      |
| 메리 픽퍼드     | 《코퀘트》                                  |                    | [ 2 ] |      |
| 러스 채터튼     | 《마담 X》                                  |                    | [ 2 ] |      |
| 베티 콤슨       | 《바커》                                    |                    | [ 2 ] |      |
| 잔느 이글스     | 《더 레터》                                 |                    | [ 2 ] |      |
| 코린 그리피스   | 《정염의 미녀》                             |                    | [ 2 ] |      |
| 베시 러브       | 《브로드웨이 멜로디》                       |                    | [ 2 ] |      |

### 1930년대
| 연도            | 배우                 | 작품          | 배역  | 참고 |
| --------------- | -------------------- | ------------- | ----- | ---- |
| 1929/30년 제3회 |                      |               |       |      |
| 노마 시어러     | 《이혼녀》           | 제리 마틴     | [ 3 ] |      |
| 낸시 캐롤       | 《데블스 홀리데이》  | 할리 호바트   | [ 3 ] |      |
| 루스 채터턴     | 《Sarah and Son》    | 사라 스톰     | [ 3 ] |      |
| 그레타 가르보   | 《안나 크리스티》    | 안나 크리스티 | [ 3 ] |      |
| 그레타 가르보   | 《로맨스》           | 리타 카발리니 | [ 3 ] |      |
| 노마 시어러     | 《Their Own Desire》 | 랠리          | [ 3 ] |      |
| 글로리아 스완슨 | 《The Trespasser》   | 메리언 도넬   | [ 3 ] |      |

### 1940년대
| 연도          | 배우                  | 작품                 | 배역  | 참고 |
| ------------- | --------------------- | -------------------- | ----- | ---- |
| 1940년 제13회 |                       |                      |       |      |
| 진저 로저스   | 《키티 포일》         | 키티 포일            | [ 4 ] |      |
| 베티 데이비스 | 《편지》              | 레슬리 크로스비      | [ 4 ] |      |
| 조안 폰테인   | 《레베카》            | 두 번째 드 윈터 부인 | [ 4 ] |      |
| 캐서린 헵번   | 《필라델피아 이야기》 | 트레이시 로드        | [ 4 ] |      |
| 마사 스콧     | 《우리 읍네》         | 에밀리 웹            | [ 4 ] |      |

### 1950년대
| 연도            | 배우                         | 작품                        | 배역   | 참고 |
| --------------- | ---------------------------- | --------------------------- | ------ | ---- |
| 1950년 제23회   |                              |                             |        |      |
| 주디 홀리데이   | 《귀여운 빌리》              | 빌리 던                     | [ 5 ]  |      |
| 앤 백스터       | 《이브의 모든 것》           | 이브 해링턴                 | [ 5 ]  |      |
| 베티 데이비스   | 《이브의 모든 것》           | 마고 채닝                   | [ 5 ]  |      |
| 엘리너 파커     | 《케이지드》                 | 마리 앨런                   | [ 5 ]  |      |
| 글로리아 스완슨 | 《선셋 대로》                | 노마 데스몬드               | [ 5 ]  |      |
| 1951년 제24회   |                              |                             | [ 5 ]  |      |
| 비비안 리       | 《욕망이라는 이름의 전차》   | 블랑쉬 듀보아               | [ 6 ]  |      |
| 캐서린 헵번     | 《아프리카의 여왕》          | 로즈 세이어                 | [ 6 ]  |      |
| 엘리너 파커     | 《형사 이야기》              | 메리 맥레오드               | [ 6 ]  |      |
| 셸리 윈터스     | 《젊은이의 양지》            | 앨리스 트립                 | [ 6 ]  |      |
| 제인 와이먼     | 《푸른 면사포》              | 루이스 메이슨               | [ 6 ]  |      |
| 1952년 제25회   |                              |                             | [ 6 ]  |      |
| 셜리 부스       | 《사랑하는 시바여 돌아오라》 | 롤라 델라니                 | [ 7 ]  |      |
| 조안 크로포드   | 《서든 피어》                | 마이라 허드슨               | [ 7 ]  |      |
| 베티 데이비스   | 《스타》                     | 마가렛 엘리엇               | [ 7 ]  |      |
| 줄리 해리스     | 《결혼 멤버》                | 프랭키 애덤스               | [ 7 ]  |      |
| 수전 헤이워드   | 《내 마음 속의 노래와》      | 제인 프로맨                 | [ 7 ]  |      |
| 1953년 제26회   |                              |                             | [ 7 ]  |      |
| 오드리 헵번     | 《로마의 휴일》              | 앤 공주                     | [ 8 ]  |      |
| 레슬리 카론     | 《릴리》                     | 릴리 도리에                 | [ 8 ]  |      |
| 에바 가드너     | 《모감보》                   | 엘로이즈 "허니 베어" 켈리   | [ 8 ]  |      |
| 데보라 카       | 《지상에서 영원으로》        | 캐렌 홈즈                   | [ 8 ]  |      |
| 매기 맥나마라   | 《푸른 달》                  | 패티 오닐                   | [ 8 ]  |      |
| 1954년 제27회   |                              |                             | [ 8 ]  |      |
| 그레이스 켈리   | 《회상 속의 연인》           | 조지 엘진                   | [ 9 ]  |      |
| 도로시 댄드리지 | 《카르멘 존스》              | 카르멘 존스                 | [ 9 ]  |      |
| 주디 갈런드     | 《스타 탄생》                | 에스더 블로젯 / 비키 레스터 | [ 9 ]  |      |
| 오드리 헵번     | 《사브리나》                 | 사브리나 페어차일드         | [ 9 ]  |      |
| 제인 와이먼     | 《거대한 강박관념》          | 헬렌 필립스                 | [ 9 ]  |      |
| 1955년 제28회   |                              |                             | [ 9 ]  |      |
| 안나 마냐니     | 《장미 문신》                | 세라피나 델레 로즈          | [ 10 ] |      |
| 수전 헤이워드   | 《크라이 투마로우》          | 릴리언 로스                 | [ 10 ] |      |
| 캐서린 헵번     | 《여정》                     | 제인 허드슨                 | [ 10 ] |      |
| 제니퍼 존스     | 《모정》                     | 한수인                      | [ 10 ] |      |
| 엘리너 파커     | 《중단된 멜로디》            | 마조리 로렌스               | [ 10 ] |      |

### 1960년대
| 연도                | 배우                                 | 작품                     | 배역   | 참고 |
| ------------------- | ------------------------------------ | ------------------------ | ------ | ---- |
| 1960년 제33회       |                                      |                          |        |      |
| 엘리자베스 테일러   | 《버터필드 8》                       | 글로리아 원드러스        | [ 11 ] |      |
| 그리어 가슨         | 《캠포벨로의 일출》                  | 엘리너 루스벨트          | [ 11 ] |      |
| 데보라 카           | 《선다우너스》                       | 아이다 카모디            | [ 11 ] |      |
| 셜리 맥클레인       | 《아파트 열쇠를 빌려드립니다》       | 프란 쿠벨릭              | [ 11 ] |      |
| 멜리나 메르쿠리     | 《일요일은 참으세요》                | 일리아                   | [ 11 ] |      |
| 1961년 제34회       |                                      |                          | [ 11 ] |      |
| 소피아 로렌         | 《두 여인》                          | 세시라                   | [ 12 ] |      |
| 오드리 헵번         | 《티파니에서 아침을》                | 홀리 골라이틀리          | [ 12 ] |      |
| 파이퍼 로리         | 《허슬러》                           | 사라 패커드              | [ 12 ] |      |
| 제럴딘 페이지       | 《썸머 앤 스모크》                   | 알마 와인밀러            | [ 12 ] |      |
| 나탈리 우드         | 《초원의 빛》                        | 윌마 딘 루미스           | [ 12 ] |      |
| 1962년 제35회       |                                      |                          | [ 12 ] |      |
| 앤 밴크로프트       | 《미라클 워커》                      | 앤 설리번                | [ 13 ] |      |
| 베티 데이비스       | 《제인의 말로》                      | 베이비 제인 허드슨       | [ 13 ] |      |
| 캐서린 헵번         | 《밤으로의 긴 여로》                 | 메리 타이론              | [ 13 ] |      |
| 제럴딘 페이지       | 《스윗 버드 오브 유스》              | 알렉산드라 델 라고       | [ 13 ] |      |
| 리 레믹             | 《술과 장미의 나날》                 | 커스틴 아르네센 클레이   | [ 13 ] |      |
| 1963년 제36회       |                                      |                          | [ 13 ] |      |
| 퍼트리샤 닐         | 《허드》                             | 알마 브라운              | [ 14 ] |      |
| 레슬리 카롱         | 《L자형 방》                         | 제인 포셋                | [ 14 ] |      |
| 셜리 맥클레인       | 《당신에게 오늘 밤을》               | 이르마 라 두스           | [ 14 ] |      |
| 레이철 로버츠       | 《욕망의 끝》                        | 마가렛 해먼드            | [ 14 ] |      |
| 나탈리 우드         | 《러브 위드 더 프로퍼 스트레인저》   | 앤지 로시니              | [ 14 ] |      |
| 1964년 제37회       |                                      |                          | [ 14 ] |      |
| 줄리 앤드류스       | 《메리 포핀스》                      | 메리 포핀스              | [ 15 ] |      |
| 앤 밴크로프트       | 《펌프킨 이터》                      | 조 알미티지              | [ 15 ] |      |
| 소피아 로렌         | 《이탈리아식 결혼》                  | 필루메나 마르투라노      | [ 15 ] |      |
| 데비 레이놀즈       | 《몰리 브라운》                      | 마거릿 브라운            | [ 15 ] |      |
| 킴 스탠리           | 《비 오는 오후의 음모》              | 마이라 새비지            | [ 15 ] |      |
| 1965년 제38회       |                                      |                          | [ 15 ] |      |
| 줄리 크리스티       | 《달링》                             | 다이애나 스콧            | [ 16 ] |      |
| 줄리 앤드류스       | 《사운드 오브 뮤직》                 | 마리아 폰 트라프         | [ 16 ] |      |
| 서맨사 에거         | 《수집가》                           | 미란다 그레이            | [ 16 ] |      |
| 엘리자베스 하트먼   | 《푸른 하늘 아래서》                 | 셀리나 다르시            | [ 16 ] |      |
| 시몬 시뇨레         | 《바보들의 배》                      | 라 콘데사                | [ 16 ] |      |
| 1966년 제39회       |                                      |                          | [ 16 ] |      |
| 엘리자베스 테일러   | 《누가 버지니아 울프를 두려워하랴?》 | 마르다                   | [ 17 ] |      |
| 아누크 에메         | 《남과 여》                          | 앤 고티에                | [ 17 ] |      |
| 이다 카민스카       | 《중심가의 상점》                    | 로잘리 로트만            | [ 17 ] |      |
| 린 레드그레이브     | 《조지 걸》                          | 조지                     | [ 17 ] |      |
| 바네사 레드그레이브 | 《모건》                             | 레오니 델트              | [ 17 ] |      |
| 1967년 제40회       |                                      |                          | [ 17 ] |      |
| 캐서린 헵번         | 《초대받지 않은 손님》               | 크리스티나 드레이튼      | [ 18 ] |      |
| 앤 밴크로프트       | 《졸업》                             | 로빈슨 부인              | [ 18 ] |      |
| 페이 더너웨이       | 《우리에게 내일은 없다》             | 보니 파커                | [ 18 ] |      |
| 이디스 에번스       | 《위스퍼러스》                       | 매기 로스                | [ 18 ] |      |
| 오드리 헵번         | 《어두워질 때까지》                  | 수지 헨드릭스            | [ 18 ] |      |
| 1968년 제41회       |                                      |                          | [ 18 ] |      |
| 캐서린 헵번         | 《겨울의 라이온》                    | 엘레오노르 다키텐 여공작 | [ 19 ] |      |
| 바브라 스트라이샌드 | 《화니 걸》                          | 패니 브라이스            | [ 19 ] |      |
| 패트리샤 닐         | 《서브젝트 워스 로지스》             | 넷티 클리어리            | [ 19 ] |      |
| 버네사 레드그레이브 | 《맨발의 이사도라》                  | 이사도라 던컨            | [ 19 ] |      |
| 조앤 우드워드       | 《레이첼, 레이첼》                   | 레이첼 캐머런            | [ 19 ] |      |
| 1969년 제42회       |                                      |                          | [ 19 ] |      |
| 매기 스미스         | 《미스 진 브로디의 전성기》          | 진 브로디                | [ 20 ] |      |
| 준비에브 뷔조       | 《천일의 앤》                        | 앤 불린                  | [ 20 ] |      |
| 제인 폰다           | 《그들은 말을 쏘았다》               | 글로리아 비티            | [ 20 ] |      |
| 라이자 미넬리       | 《푸키》                             | 푸키 아담스              | [ 20 ] |      |
| 진 시먼스           | 《해피 엔딩》                        | 매리 윌슨                | [ 20 ] |      |

### 1970년대
| 연도                | 배우                               | 작품                  | 배역   | 참고 |
| ------------------- | ---------------------------------- | --------------------- | ------ | ---- |
| 1970년 제43회       |                                    |                       |        |      |
| 글렌다 잭슨         | 《사랑하는 여인들》                | 구드룬 브랑웬         | [ 21 ] |      |
| 제인 알렉산더       | 《위대한 희망》                    | 엘레노어 백먼         | [ 21 ] |      |
| 알리 맥그로         | 《러브 스토리》                    | 제니                  | [ 21 ] |      |
| 사라 마일즈         | 《라이언의 딸》                    | 로지 라이언           | [ 21 ] |      |
| 캐리 스노드그레스   | 《미친 주부의 일기》               | 티나 발서             | [ 21 ] |      |
| 1971년 제44회       |                                    |                       | [ 21 ] |      |
| 제인 폰다           | 《콜걸》                           | 브리 다니엘스         | [ 22 ] |      |
| 줄리 크리스티       | 《맥케이브와 밀러 부인》           | 콘스탄스 밀러         | [ 22 ] |      |
| 글렌다 잭슨         | 《사랑의 여로》                    | 알렉스 그레빌         | [ 22 ] |      |
| 바네사 레드그레이브 | 《비운의 여왕 매리》               | 메리 1세              | [ 22 ] |      |
| 자넷 수즈먼         | 《니콜라스와 알렉산드라》          | 알렉산드라 표도로브나 | [ 22 ] |      |
| 1972년 제45회       |                                    |                       | [ 22 ] |      |
| 라이자 미넬리       | 《카바레》                         | 샐리 보울스           | [ 23 ] |      |
| 다이애나 로스       | 《레이디 싱스 더 블루스》          | 빌리 홀리데이         | [ 23 ] |      |
| 매기 스미스         | 《트래블스 위드 마이 앤트》        | 아우구스타 베르트람   | [ 23 ] |      |
| 시실리 타이슨       | 《사운더》                         | 레베카 모건           | [ 23 ] |      |
| 리브 울만           | 《에미그런츠》                     | 크리스티나 닐슨       | [ 23 ] |      |
| 1973년 제46회       |                                    |                       | [ 23 ] |      |
| 글렌다 잭슨         | 《주말의 사랑》                    | 비키 알레시오         | [ 24 ] |      |
| 엘렌 버스틴         | 《엑소시스트》                     | 크리스 맥닐           | [ 24 ] |      |
| 마샤 메이슨         | 《신데렐라 리버티》                | 매기 폴               | [ 24 ] |      |
| 바브라 스트라이샌드 | 《추억》                           | 케이티 모로스키       | [ 24 ] |      |
| 조앤 우드워드       | 《여름날의 소망》                  | 리타 월든             | [ 24 ] |      |
| 1974년 제47회       |                                    |                       | [ 24 ] |      |
| 엘렌 버스틴         | 《엘리스는 이제 여기 살지 않는다》 | 엘리스 하얏트         | [ 25 ] |      |
| 다이앤 캐럴         | 《클로딘》                         | 클로딘 프라이스       | [ 25 ] |      |
| 페이 더너웨이       | 《차이나타운》                     | 에블린 멀레이         | [ 25 ] |      |
| 밸러리 페린         | 《레니》                           | 허니 브루스           | [ 25 ] |      |
| 제나 롤런즈         | 《영향 아래 있는 여자》            | 마벨 롱게티           | [ 25 ] |      |
| 1975년 제48회       |                                    |                       | [ 25 ] |      |
| 루이즈 플레처       | 《뻐꾸기 둥지 위로 날아간 새》     | 밀드레드 래치드       | [ 26 ] |      |
| 이자벨 아자니       | 《아델 H 이야기》                  | 아델 휴고             | [ 26 ] |      |
| 앤 마그렛           | 《토미》                           | 노라 워커             | [ 26 ] |      |
| 글렌다 잭슨         | 《헤다》                           | 헤다 가블러           | [ 26 ] |      |
| 캐럴 케인           | 《헤스터 스트리트》                | 지틀                  | [ 26 ] |      |
| 1976년 제49회       |                                    |                       | [ 26 ] |      |
| 페이 더너웨이       | 《네트워크》                       | 다이애나 크리스텐슨   | [ 27 ] |      |
| 마리크리스틴 바로   | 《사촌들》                         | 마르테                | [ 27 ] |      |
| 탈리아 샤이어       | 《록키》                           | 에이드리언 페니노     | [ 27 ] |      |
| 씨씨 스페이식       | 《캐리》                           | 캐리 화이트           | [ 27 ] |      |
| 리브 울만           | 《고독한 여심》                    | 제니 이삭손           | [ 27 ] |      |
| 1977년 제50회       |                                    |                       | [ 27 ] |      |
| 다이앤 키튼         | 《애니 홀》                        | 애니 홀               | [ 28 ] |      |
| 앤 밴크로프트       | 《터닝 포인트》                    | 엠마 재클린           | [ 28 ] |      |
| 제인 폰다           | 《줄리아》                         | 릴리언 헬먼           | [ 28 ] |      |
| 셜리 맥클레인       | 《터닝 포인트》                    | 디디 로저스           | [ 28 ] |      |
| 마샤 메이슨         | 《굿바이 걸》                      | 폴라 맥패든           | [ 28 ] |      |
| 1978년 제51회       |                                    |                       | [ 28 ] |      |
| 제인 폰다           | 《귀향》                           | 샐리 하이드           | [ 29 ] |      |
| 잉그리드 버그만     | 《가을 소나타》                    | 샬롯 앤더가스트       | [ 29 ] |      |
| 엘렌 버스틴         | 《같은 시간, 내년에》              | 도리스                | [ 29 ] |      |
| 질 클레이버그       | 《독신녀 에리카》                  | 에리카 벤턴           | [ 29 ] |      |
| 제럴딘 페이지       | 《인테리어》                       | 이브                  | [ 29 ] |      |
| 1979년 제52회       |                                    |                       | [ 29 ] |      |
| 샐리 필드           | 《노마 레이》                      | 노마 레이             | [ 30 ] |      |
| 질 클레이버그       | 《사랑의 새출발》                  | 마릴린 홈버그         | [ 30 ] |      |
| 제인 폰다           | 《차이나 신드롬》                  | 킴벌리 웰스           | [ 30 ] |      |
| 마샤 메이슨         | 《Chapter Two》                    | 제니 맥클레인         | [ 30 ] |      |
| 벳 미들러           | 《로즈》                           | 로즈                  | [ 30 ] |      |

### 1980년대
| 연도                | 배우                     | 작품                               | 배역   | 참고 |
| ------------------- | ------------------------ | ---------------------------------- | ------ | ---- |
| 1980년 제53회       |                          |                                    |        |      |
| 씨씨 스페이식       | 《광부의 딸》            | 로레타 린                          | [ 31 ] |      |
| 엘렌 버스틴         | 《부활》                 | 에드나                             | [ 31 ] |      |
| 골디 혼             | 《벤자민 일등병》        | 주디 벤자민                        | [ 31 ] |      |
| 메리 타일러 무어    | 《보통 사람들》          | 베스 자렛                          | [ 31 ] |      |
| 제나 롤런즈         | 《글로리아》             | 글로리아 스웬슨                    | [ 31 ] |      |
| 1981년 제54회       |                          |                                    | [ 31 ] |      |
| 캐서린 헵번         | 《황금 연못》            | 에델 세이어                        | [ 32 ] |      |
| 다이앤 키튼         | 《레즈》                 | 루이즈 브라이언트                  | [ 32 ] |      |
| 마샤 메이슨         | 《허울 좋은 여자》       | 조지아 하인스                      | [ 32 ] |      |
| 수잔 서랜든         | 《아틀란틱 시티》        | 샐리 매튜스                        | [ 32 ] |      |
| 메릴 스트립         | 《프랑스 중위의 여자》   | 사라 우드럽 / 안나                 | [ 32 ] |      |
| 1982년 제55회       |                          |                                    | [ 32 ] |      |
| 메릴 스트립         | 《소피의 선택》          | 소피 자위스토프스키                | [ 33 ] |      |
| 줄리 앤드류스       | 《빅터 빅토리아》        | 빅터 그라진스키 / 빅토리아 그랜트  | [ 33 ] |      |
| 제시카 랭           | 《여배우 프란시스》      | 프랜시스 파머                      | [ 33 ] |      |
| 시시 스페이식       | 《의문의 실종》          | 엘리자베스 호만                    | [ 33 ] |      |
| 데브라 윙거         | 《사관과 신사》          | 파울라 포크리프키                  | [ 33 ] |      |
| 1983년 제56회       |                          |                                    | [ 33 ] |      |
| 셜리 맥클레인       | 《애정의 조건》          | 오로라 그린웨이                    | [ 34 ] |      |
| 제인 알렉산더       | 《테스타민트》           | 캐롤 웨덜리                        | [ 34 ] |      |
| 메릴 스트립         | 《실크우드》             | 카렌 실크우드                      | [ 34 ] |      |
| 줄리 월터스         | 《리타 길들이기》        | 수잔 화이트 / 리타                 | [ 34 ] |      |
| 데브라 윙거         | 《애정의 조건》          | 엠마 호튼                          | [ 34 ] |      |
| 1984년 제57회       |                          |                                    | [ 34 ] |      |
| 샐리 필드           | 《마음의 고향》          | 에드나 스폴딩                      | [ 35 ] |      |
| 주디 데이비스       | 《인도로 가는 길》       | 아델라 퀘스트                      | [ 35 ] |      |
| 제시카 랭           | 《컨츄리》               | 주얼 아이비                        | [ 35 ] |      |
| 바네사 레드그레이브 | 《보스톤 사람들》        | 올리브 챈슬러                      | [ 35 ] |      |
| 씨씨 스페이식       | 《살아가는 나날들》      | 메이 가비                          | [ 35 ] |      |
| 1985년 제58회       |                          |                                    | [ 35 ] |      |
| 제럴딘 페이지       | 《바운티풀 가는 길》     | 캐리 와츠                          | [ 36 ] |      |
| 앤 밴크로프트       | 《신의 아그네스》        | 미리암 루스                        | [ 36 ] |      |
| 우피 골드버그       | 《컬러 퍼플》            | 셀리 존슨                          | [ 36 ] |      |
| 제시카 랭           | 《스위트 드림》          | 팻시 클라인                        | [ 36 ] |      |
| 메릴 스트립         | 《아웃 오브 아프리카》   | 카렌 블릭센                        | [ 36 ] |      |
| 1986년 제59회       |                          |                                    | [ 36 ] |      |
| 말리 매틀린         | 《작은 신의 아이들》     | 사라 노먼                          | [ 37 ] |      |
| 제인 폰다           | 《살의의 아침》          | 알렉스 스턴베르겐 / 비베카 반 로렌 | [ 37 ] |      |
| 씨씨 스페이식       | 《크라임 오브 하트》     | 베이브 보트렐 / 레베카 마그라스    | [ 37 ] |      |
| 캐슬린 터너         | 《페기 수 결혼하다》     | 페기 수                            | [ 37 ] |      |
| 시고니 위버         | 《에이리언 2》           | 엘런 리플리                        | [ 37 ] |      |
| 1987년 제60회       |                          |                                    | [ 37 ] |      |
| 셰어                | 《문스트럭》             | 로레타 카스토리니                  | [ 38 ] |      |
| 글렌 클로스         | 《위험한 정사》          | 알렉스 포레스트                    | [ 38 ] |      |
| 홀리 헌터           | 《브로드캐스트 뉴스》    | 제인 크레이그                      | [ 38 ] |      |
| 샐리 커클랜드       | 《안나》                 | 안나                               | [ 38 ] |      |
| 메릴 스트립         | 《엉겅퀴 꽃》            | 헬렌 아처                          | [ 38 ] |      |
| 1988년 제61회       |                          |                                    | [ 38 ] |      |
| 조디 포스터         | 《피고인》               | 사라 토비아스                      | [ 39 ] |      |
| 글렌 클로스         | 《위험한 관계》          | 메르퇴이유                         | [ 39 ] |      |
| 멜러니 그리피스     | 《워킹 걸》              | 테스 맥길                          | [ 39 ] |      |
| 메릴 스트립         | 《어둠 속의 외침》       | 린디 체임벌린                      | [ 39 ] |      |
| 시고니 위버         | 《정글 속의 고릴라》     | 다이앤 포시                        | [ 39 ] |      |
| 1989년 제62회       |                          |                                    | [ 39 ] |      |
| 제시카 탠디         | 《드라이빙 미스 데이지》 | 데이지 베르탄                      | [ 40 ] |      |
| 이자벨 아자니       | 《까미유 끌로델》        | 카미유 클로델                      | [ 40 ] |      |
| 폴린 콜린스         | 《셜리 발렌타인》        | 셜리 발렌타인                      | [ 40 ] |      |
| 제시카 랭           | 《뮤직 박스》            | 앤 탤벗                            | [ 40 ] |      |
| 미셸 파이퍼         | 《사랑의 행로》          | 수지 다이아몬드                    | [ 40 ] |      |

### 1990년대
| 연도                 | 배우                       | 작품                      | 배역   | 참고 |
| -------------------- | -------------------------- | ------------------------- | ------ | ---- |
| 1990년 제63회        |                            |                           |        |      |
| 캐시 베이츠          | 《미저리》                 | 애니 윌크스               | [ 41 ] |      |
| 앤젤리카 휴스턴      | 《그리프터스》             | 릴리 딜런                 | [ 41 ] |      |
| 줄리아 로버츠        | 《귀여운 여인》            | 비비안 워드               | [ 41 ] |      |
| 메릴 스트립          | 《헐리웃 스토리》          | 수잔 베일                 | [ 41 ] |      |
| 조앤 우드워드        | 《브릿지 부부》            | 인디아 브릿지             | [ 41 ] |      |
| 1991년 제64회        |                            |                           | [ 41 ] |      |
| 조디 포스터          | 《양들의 침묵》            | 클라리스 스탈링           | [ 42 ] |      |
| 지나 데이비스        | 《델마와 루이스》          | 델마 디킨슨               | [ 42 ] |      |
| 로라 던              | 《넝쿨 장미》              | 로즈                      | [ 42 ] |      |
| 벳 미들러            | 《용사들을 위하여》        | 딕시 레너드               | [ 42 ] |      |
| 수전 서랜던          | 《델마와 루이스》          | 루이스 소여               | [ 42 ] |      |
| 1992년 제65회        |                            |                           | [ 42 ] |      |
| 엠마 톰슨            | 《하워즈 엔드》            | 마가렛 슐레겔             | [ 43 ] |      |
| 카트린 드뇌브        | 《인도차이나》             | 엘리안 데브리스           | [ 43 ] |      |
| 메리 맥도널          | 《패션 피쉬》              | 메이 앨리스 컬레인        | [ 43 ] |      |
| 미셸 파이퍼          | 《러브 필드》              | 루린 할렛                 | [ 43 ] |      |
| 수전 서랜던          | 《로렌조 오일》            | 미카엘라 오도네           | [ 43 ] |      |
| 1993년 제66회        |                            |                           | [ 43 ] |      |
| 홀리 헌터            | 《피아노》                 | 에이다 맥그래스           | [ 44 ] |      |
| 앤절라 바셋          | 《어제 오늘 그리고 내일》  | 티나 터너                 | [ 44 ] |      |
| 스토커드 채닝        | 《5번가의 폴 포이티어》    | 위사 키트리지             | [ 44 ] |      |
| 엠마 톰슨            | 《남아있는 나날》          | 샐리 켄튼                 | [ 44 ] |      |
| 데브라 윙거          | 《섀도우랜드》             | 조이 데이비드만           | [ 44 ] |      |
| 1994년 제67회        |                            |                           | [ 44 ] |      |
| 제시카 랭            | 《블루 스카이》            | 칼리 마샬                 |        |      |
| 조디 포스터          | 《넬》                     | 넬 켈티                   |        |      |
| 미란다 리처드슨      | 《톰과 비브》              | 비비안 헤이그 우드 엘리엇 |        |      |
| 위노나 라이더        | 《작은 아씨들》            | 조 마치                   |        |      |
| 수전 서랜던          | 《의뢰인》                 | 레지 러브                 |        |      |
| 1995년 제68회        |                            |                           |        |      |
| 수전 서랜던          | 《데드 맨 워킹》           | 헬렌 프레진               |        |      |
| 엘리자베스 슈        | 《라스베가스를 떠나며》    | 세라                      |        |      |
| 샤론 스톤            | 《카지노》                 | 진저 맥케나               |        |      |
| 메릴 스트립          | 《매디슨 카운티의 다리》   | 프란체스카 존슨           |        |      |
| 엠마 톰슨            | 《센스 앤 센서빌리티》     | 엘리너 대시우드           |        |      |
| 1996년 제69회        |                            |                           |        |      |
| 프랜시스 맥도먼드    | 《파고》                   | 마지 건더슨               |        |      |
| 브렌다 블레신        | 《비밀과 거짓말》          | 신시아 펄리               |        |      |
| 다이앤 키턴          | 《마빈스 룸》              | 베시 웨이크필드           |        |      |
| 크리스틴 스콧 토머스 | 《잉글리쉬 페이션트》      | 캐서린 클리프턴           |        |      |
| 에밀리 왓슨          | 《브레이킹 더 웨이브》     | 베스 맥닐                 |        |      |
| 1997년 제70회        |                            |                           |        |      |
| 헬렌 헌트            | 《이보다 더 좋을 순 없다》 | 캐롤 코넬리               |        |      |
| 헬레나 보넘 카터     | 《도브》                   | 케이트 크로이             |        |      |
| 줄리 크리스티        | 《회상》                   | 필리스 하트               |        |      |
| 주디 덴치            | 《미세스 브라운》          | 빅토리아                  |        |      |
| 케이트 윈슬렛        | 《타이타닉》               | 로즈 드윗 부카터          |        |      |
| 1998년 제71회        |                            |                           |        |      |
| 귀네스 팰트로        | 《셰익스피어 인 러브》     | 비올라 드 레셉스          |        |      |
| 케이트 블란쳇        | 《엘리자베스》             | 엘리자베스 1세            |        |      |
| 페르난다 몬테네그루  | 《중앙역》                 | 도라                      |        |      |
| 메릴 스트립          | 《원 트루 씽》             | 케이트 굴든               |        |      |
| 에밀리 왓슨          | 《힐러리 앤 재키》         | 재클린 뒤 프레            |        |      |
| 1999년 제72회        |                            |                           |        |      |
| 힐러리 스왱크        | 《소년은 울지 않는다》     | 브랜던 티나               |        |      |
| 아네트 베닝          | 《아메리칸 뷰티》          | 캐럴린 버냄               |        |      |
| 재닛 맥티어          | 《텀블위즈》               | 메리 조 워커              |        |      |
| 줄리앤 무어          | 《애수》                   | 사라 마일스               |        |      |
| 메릴 스트립          | 《뮤직 오브 하트》         | 로베르타 과스파리         |        |      |

### 2000년대
| 2000년 제73회          |                                     |                       |
| 줄리아 로버츠          | 《에린 브로코비치》                 | 에린 브로코비치       |
| 조앤 앨런              | 《컨텐더》                          | 레인 핸슨             |
| 쥘리에트 비노슈        | 《초콜렛》                          | 비앤 로쉐             |
| 엘런 버스틴            | 《레퀴엠》                          | 사라 골드파브         |
| 로라 리니              | 《유 캔 카운트 온 미》              | 새미                  |
| 2001년 제74회          |                                     |                       |
| 할리 베리              | 《몬스터 볼》                       | 레티시아 머스그로브   |
| 주디 덴치              | 《아이리스》                        | 아이리스 머독         |
| 니콜 키드먼            | 《물랑 루즈》                       | 새틴                  |
| 시시 스페이식          | 《인 더 베드룸》                    | 루스 파울러           |
| 러네이 젤위거          | 《브리짓 존스의 일기》              | 브리짓 존스           |
| 2002년 제75회          |                                     |                       |
| 니콜 키드먼            | 《디 아워스》                       | 버지니아 울프         |
| 살마 아예크            | 《프리다》                          | 프리다 칼로           |
| 다이앤 레인            | 《언페이스풀》                      | 코니 섬너             |
| 줄리앤 무어            | 《파 프롬 헤븐》                    | 캐시 휘태커           |
| 러네이 젤위거          | 《시카고》                          | 록시 하트             |
| 2003년 제76회          |                                     |                       |
| 샤를리즈 테론          | 《몬스터》                          | 에일린 워노스         |
| 케이샤 캐슬 휴스       | 《웨일 라이더》                     | 파이케아 아피라나     |
| 다이앤 키턴            | 《사랑할 때 버려야 할 아까운 것들》 | 에리카 베리           |
| 서맨사 모턴            | 《천사의 아이들》                   | 사라 설리반           |
| 나오미 왓츠            | 《21 그램》                         | 크리스티나 펙         |
| 2004년 제77회          |                                     |                       |
| 힐러리 스왱크          | 《밀리언 달러 베이비》              | 매기 피츠제럴드       |
| 아네트 베닝            | 《빙 줄리아》                       | 줄리아 램버트         |
| 카타리나 산디노 모레노 | 《기품있는 마리아》                 | 마리아 알바레즈       |
| 이멜다 스탠턴          | 《베라 드레이크》                   | 베라 드레이크         |
| 케이트 윈슬렛          | 《이터널 선샤인》                   | 클레멘타인 크루진스키 |
| 2005년 제78회          |                                     |                       |
| 리스 위더스푼          | 《앙코르》                          | 준 카터 캐시          |
| 주디 덴치              | 《미세스 헨더슨 프레젠트》          | 로라 헨더슨           |
| 펄리시티 허프먼        | 《트랜스아메리카》                  | 브리                  |
| 키이라 나이틀리        | 《오만과 편견》                     | 엘리자베스 베넷       |
| 샤를리즈 테론          | 《노스 컨츄리》                     | 조시 에임스           |
| 2006년 제79회          |                                     |                       |
| 헬렌 미렌              | 《더 퀸》                           | 엘리자베스 2세        |
| 페넬로페 크루스        | 《귀향》                            | 라이문다              |
| 주디 덴치              | 《노트 온 어 스캔달》               | 바바라 코벳           |
| 메릴 스트립            | 《악마는 프라다를 입는다》          | 미란다 프리슬리       |
| 케이트 윈슬렛          | 《리틀 칠드런》                     | 사라 피어스           |
| 2007년 제80회          |                                     |                       |
| 마리옹 코티야르        | 《라비앙 로즈》                     | 에디트 피아프         |
| 케이트 블란쳇          | 《골든 에이지》                     | 엘리자베스 1세        |
| 줄리 크리스티          | 《어웨이 프롬 허》                  | 피오나 앤더슨         |
| 로라 리니              | 《더 새비지스》                     | 웬디 새비지           |
| 엘런 페이지            | 《주노》                            | 주노 맥거프           |
| 2008년 제81회          |                                     |                       |
| 케이트 윈슬렛          | 《더 리더: 책 읽어주는 남자》       | 한나 슈미츠           |
| 앤 해서웨이            | 《레이첼, 결혼하다》                | 킴 버크만             |
| 안젤리나 졸리          | 《체인질링》                        | 크리스틴 콜린스       |
| 멀리사 리오            | 《프로즌 리버》                     | 레이 에디             |
| 메릴 스트립            | 《다우트》                          | 알로이시스 수녀       |
| 2009년 제82회          |                                     |                       |
| 산드라 블록            | 《블라인드 사이드》                 |                       |
| 헬렌 미렌              | 《톨스토이의 마지막 인생》          |                       |
| 캐리 멀리건            | 《언 애듀케이션》                   |                       |
| 개버레이 시디베이      | 《프레셔스》                        |                       |
| 메릴 스트립            | 《줄리 & 줄리아》                   | 줄리아 차일드         |

### 2010년대
| 연도              | 배우                               | 작품                            | 배역   | 참고 |
| ----------------- | ---------------------------------- | ------------------------------- | ------ | ---- |
| 2010년 제83회     |                                    |                                 |        |      |
| 나탈리 포트만     | 《블랙 스완》                      | 니나 세이어스                   |        |      |
| 아네트 베닝       | 《에브리바디 올라잇》              | 니콜 "닉" 올굿                  |        |      |
| 니콜 키드먼       | 《래빗 홀》                        | 베카 코빗                       |        |      |
| 제니퍼 로렌스     | 《윈터스 본》                      | 리 돌리                         |        |      |
| 미셸 윌리엄스     | 《블루 발렌타인》                  | 신시아 "신디" 헬러              |        |      |
| 2011년 제84회     |                                    |                                 |        |      |
| 메릴 스트립       | 《철의 여인》                      | 마거릿 대처                     |        |      |
| 글렌 클로스       | 《앨버트 놉스》                    | 앨버트 놉스                     |        |      |
| 비올라 데이비스   | 《헬프》                           | 에이블린 클라크                 |        |      |
| 루니 마라         | 《밀레니엄: 여자를 증오한 남자들》 | 리스벳 살란데르                 |        |      |
| 미셸 윌리엄스     | 《마릴린 먼로와 함께한 일주일》    | 마릴린 먼로                     |        |      |
| 2012년 제85회     |                                    |                                 |        |      |
| 제니퍼 로렌스     | 《실버라이닝 플레이북》            | 티퍼니 맥스웰                   |        |      |
| 제시카 채스테인   | 《제로 다크 서티》                 | 마야                            |        |      |
| 에마뉘엘 리바     | 《아무르》                         | 안 로랑                         |        |      |
| 쿼벤저네이 월리스 | 《비스트》                         | 허슈퍼피                        |        |      |
| 나오미 왓츠       | 《더 임파서블》                    | 마리아 베넷                     |        |      |
| 2013년 제86회     |                                    |                                 |        |      |
| 케이트 블란쳇     | 《블루 재스민》                    | 저넷 "재스민" 프랜시스          |        |      |
| 에이미 애덤스     | 《아메리칸 허슬》                  | 시드니 프로서 / 이디스 그린즐리 |        |      |
| 산드라 블록       | 《그래비티》                       | 라이언 스톤                     |        |      |
| 주디 덴치         | 《필로미나의 기적》                | 필로미나 리                     |        |      |
| 메릴 스트립       | 《어거스트: 가족의 초상》          | 바이얼릿 웨스턴                 |        |      |
| 2014년 제87회     |                                    |                                 |        |      |
| 줄리앤 무어       | 《스틸 앨리스》                    | 앨리스 하울랜드                 | [ 45 ] |      |
| 마리옹 코티야르   | 《내일을 위한 시간》               | 샌드라 바이어                   | [ 45 ] |      |
| 펄리시티 존스     | 《사랑에 대한 모든 것》            | 제인 와일드 호킹                | [ 45 ] |      |
| 로저먼드 파이크   | 《나를 찾아줘》                    | 에이미 엘리엇던                 | [ 45 ] |      |
| 리스 위더스푼     | 《와일드》                         | 셰릴 스트레이드                 | [ 45 ] |      |
| 2015년 제88회     |                                    |                                 |        |      |
| 브리 라슨         | 《룸》                             | 조이 "마" 뉴섬                  | [ 46 ] |      |
| 케이트 블란쳇     | 《캐롤》                           | 캐롤 에어드                     | [ 46 ] |      |
| 제니퍼 로렌스     | 《조이》                           | 조이 망가노                     | [ 46 ] |      |
| 샬럿 램플링       | 《45년 후》                        | 케이트 머서                     | [ 46 ] |      |
| 시얼샤 로넌       | 《브루클린》                       | 엘리스 레이시                   | [ 46 ] |      |
| 2016년 제89회     |                                    |                                 |        |      |
| 엠마 스톤         | 《라라랜드》                       | 미아 돌런                       | [ 47 ] |      |
| 이자벨 위페르     | 《엘르》                           | 미셸 르블랑                     | [ 47 ] |      |
| 루스 네가         | 《러빙》                           | 밀드레드 러빙                   | [ 47 ] |      |
| 나탈리 포트만     | 《재키》                           | 재키 케네디                     | [ 47 ] |      |
| 메릴 스트립       | 《플로렌스》                       | 플로렌스 포스터 젱킨스          | [ 47 ] |      |
| 2017년 제90회     |                                    |                                 |        |      |
| 프랜시스 맥도먼드 | 《쓰리 빌보드》                    | 밀드레드 헤이즈                 | [ 48 ] |      |
| 샐리 호킨스       | 《셰이프 오브 워터: 사랑의 모양》  | 엘리사 에스포지토               | [ 48 ] |      |
| 마고 로비         | 《아이, 토냐》                     | 토냐 하딩                       | [ 48 ] |      |
| 시얼샤 로넌       | 《레이디 버드》                    | 크리스틴 '레이디 버드' 맥퍼슨   | [ 48 ] |      |
| 메릴 스트립       | 《더 포스트》                      | 캐서린 그레이엄                 | [ 48 ] |      |
| 2018년 제91회     |                                    |                                 |        |      |
| 올리비아 콜먼     | 《더 페이버릿: 여왕의 여자》       | 앤 여왕                         | [ 49 ] |      |
| 얄리차 아파리시오 | 《로마》                           | 클레오                          | [ 49 ] |      |
| 글렌 클로스       | 《더 와이프》                      | 조안 캐슬먼                     | [ 49 ] |      |
| 레이디 가가       | 《스타 이즈 본》                   | 앨리 메인                       | [ 49 ] |      |
| 멀리사 매카시     | 《날 용서해줄래요?》               | 리 이스라엘                     | [ 49 ] |      |
| 2019년 제92회     |                                    |                                 |        |      |
| 러네이 젤위거     | 《주디》                           | 주디 갈런드                     | [ 50 ] |      |
| 신시아 어리보     | 《해리엇》                         | 해리엇 터브먼                   | [ 50 ] |      |
| 스칼릿 조핸슨     | 《결혼 이야기》                    | 니콜 바버                       | [ 50 ] |      |
| 시얼샤 로넌       | 《작은 아씨들》                    | 조세핀 "조" 마치                | [ 50 ] |      |
| 샤를리즈 테론     | 《밤쉘》                           | 메긴 켈리                       | [ 50 ] |      |

### 2020년대
| 연도                 | 배우                                        | 작품                     | 배역   | 참고 |
| -------------------- | ------------------------------------------- | ------------------------ | ------ | ---- |
| 2020/21년 제93회     |                                             |                          |        |      |
| 프랜시스 맥도먼드    | 《노매드랜드》                              | 펀                       | [ 51 ] |      |
| 비올라 데이비스      | 《마 레이니, 그녀가 블루스》                | 마 레이니                | [ 51 ] |      |
| 앤드라 데이          | 《더 유나이티드 스테이츠 vs 빌리 홀리데이》 | 빌리 홀리데이            | [ 51 ] |      |
| 버네사 커비          | 《그녀의 조각들》                           | 마사 와이스              | [ 51 ] |      |
| 케리 멀리건          | 《프라미싱 영 우먼》                        | 커샌드라 "캐시" 토머스   | [ 51 ] |      |
| 2021년 제94회        |                                             |                          |        |      |
| 제시카 채스테인      | 《타미 페이의 눈》                          | 태미 페이                | [ 52 ] |      |
| 올리비아 콜먼        | 《로스트 도터》                             | 레다 카루소              | [ 52 ] |      |
| 페넬로페 크루스      | 《패러렐 마더스》                           | 하니스 마르티네스 모레노 | [ 52 ] |      |
| 니콜 키드먼          | 《리카르도 가족으로 산다는 것》             | 루실 볼                  | [ 52 ] |      |
| 크리스틴 스튜어트    | 《스펜서》                                  | 웨일스 공작부인 다이애나 | [ 52 ] |      |
| 2022년 제95회        |                                             |                          |        |      |
| 양자경               | 《에브리씽 에브리웨어 올 앳 원스》          | 에블린 왕                | [ 53 ] |      |
| 케이트 블란쳇        | 《타르》                                    | 리디아 타르              | [ 53 ] |      |
| 아나 데 아르마스     | 《블론드》                                  | 마릴린 먼로              | [ 53 ] |      |
| 앤드리아 라이즈버러  | 《투 레슬리》                               | 레슬리 "리" 롤런즈       | [ 53 ] |      |
| 미셸 윌리엄스        | 《파벨만스》                                | 미치 파벨만              | [ 53 ] |      |
| 2023년 제96회        |                                             |                          |        |      |
| 엠마 스톤            | 《가여운 것들》                             | 벨라 백스터              | [ 54 ] |      |
| 아네트 베닝          | 《나이애드의 다섯 번째 파도》               | 다이애나 나이애드        | [ 54 ] |      |
| 릴리 글래드스턴      | 《플라워 킬링 문》                          | 몰리 버크하트            | [ 54 ] |      |
| 잔드라 휠러          | 《추락의 해부》                             | 잔드라 포이터            | [ 54 ] |      |
| 케리 멀리건          | 《마에스트로 번스타인》                     | 펠리시아 몬테알레그레    | [ 54 ] |      |
| 2024년 제97회        |                                             |                          |        |      |
| 마이키 매디슨        | 《아노라》                                  | 아니                     | [ 55 ] |      |
| 신시아 에리보        | 《위키드》                                  | 엘파바                   | [ 55 ] |      |
| 카를라 소피아 가스콘 | 《에밀리아 페레즈》                         | 에밀리아 페레즈          | [ 55 ] |      |
| 데미 무어            | 《서브스턴스》                              | 엘리자베스 스파클        | [ 55 ] |      |
| 페르난다 토히스      | 《아임 스틸 히어》                          | 유니스 파이바            | [ 55 ] |      |

## 최다 수상자 및 후보
| 수상 | 배우                 |
| ---- | -------------------- |
| 4    | 캐서린 헵번          |
| 3    | 프랜시스 맥도먼드    |
| 2    | 메릴 스트립          |
| 2    | 베티 데이비스        |
| 2    | 잉그리드 버그먼      |
| 2    | 제인 폰다            |
| 2    | 엘리자베스 테일러    |
| 2    | 올리비아 데 하빌랜드 |
| 2    | 글렌다 잭슨          |
| 2    | 조디 포스터          |
| 2    | 샐리 필드            |
| 2    | 비비언 리            |
| 2    | 루이제 라이너        |
| 2    | 힐러리 스왱크        |
| 2    | 엠마 스톤            |

| 후보 | 배우                 |
| ---- | -------------------- |
| 17   | 메릴 스트립          |
| 12   | 캐서린 헵번          |
| 10   | 베티 데이비스        |
| 7    | 그리어 가슨          |
| 6    | 잉그리드 버그먼      |
| 6    | 제인 폰다            |
| 6    | 데버러 카            |
| 6    | 시시 스페이식        |
| 5    | 앤 밴크로프트        |
| 5    | 케이트 블란쳇        |
| 5    | 엘런 버스틴          |
| 5    | 주디 덴치            |
| 5    | 아이린 던            |
| 5    | 수전 헤이워드        |
| 5    | 오드리 헵번          |
| 5    | 제시카 랭            |
| 5    | 셜리 매클레인        |
| 5    | 수전 서랜던          |
| 5    | 노마 시어러          |
| 5    | 엘리자베스 테일러    |
| 4    | 아네트 베닝          |
| 4    | 글렌 클로스          |
| 4    | 줄리 크리스티        |
| 4    | 올리비아 데 하빌랜드 |
| 4    | 글렌다 잭슨          |
| 4    | 제니퍼 존스          |
| 4    | 다이앤 키턴          |
| 4    | 니콜 키드먼          |
| 4    | 마사 메이슨          |
| 4    | 제럴딘 페이지        |
| 4    | 버네사 레드그레이브  |
| 4    | 로절린드 러셀        |
| 4    | 바버라 스탠윅        |
| 4    | 케이트 윈슬렛        |
| 4    | 조앤 우드워드        |
| 4    | 제인 와이먼          |

## 나이별 수상
| 기록        | 배우              | 작품                     | 당시 나이 | 참고   |
| ----------- | ----------------- | ------------------------ | --------- | ------ |
| 최연장 수상 | 제시카 탠디       | 《드라이빙 미스 데이지》 | 80        | [ 56 ] |
| 최연장 후보 | 에마뉘엘 리바     | 《아무르》               | 85        | [ 56 ] |
| 최연소 수상 | 말리 매틀린       | 《작은 신의 아이들》     | 21        | [ 56 ] |
| 최연소 후보 | 쿼벤저네이 월리스 | 《비스트》               | 9         | [ 56 ] |

## 같이 보기
- 아카데미 남우주연상
- 영국 아카데미 여우주연상